# Villagers of Ioannina City
Villagers of Ioannina City (VIC) је музичка група из Јањине. Основана је 2007. године, а свирају фолк и психоделични рок са великом дозом грчке народне музике из региона Епира.

## Чланови
- Алекс
- Акис
- Арис
- Константис
- Костас